# Univerza v Zagrebu
Koordinati:   45°48′38″N, 15°58′13″E
Univerza v Zagrebu (hrvaško Sveučilište u Zagrebu, latinsko Universitas Studiorum Zagrabiensis) je ena najstarejših univerz v Evropi, saj je bila prvič ustanovljena že 23. septembra 1669, ko je bil zagrebški jezuitski kolegij povzdignjen v univerzo, po ukinitvi jezuitskega reda pa je bila 1776 z ukazom Marije Terezije obnovljena kot kraljeva akademija znanosti. Sodobna univerza (sprva se je imenovala po Francu Jožefu) je bila v Zagrebu ustanovljena leta 1874, ko je obsegala le tri fakultete, sčasoma pa postala največja in najpomembnejša univerza na Hrvaškem z 29 fakultetami, 3 akademijami itd. 
(Najstarejša univerza na ozemlju današnje Hrvaške je (bila) Zadrska univerza, ustanovljena 1396 oz. 1495).

## Rektorji
Glejte glavni članek Seznam rektorjev Univerze v Zagrebu.

## Članice
Fakultete
- Agronomska fakulteta
- Arhitekturna fakulteta
- Ekonomska fakulteta
- Fakulteta za strojništvo in ladjedelništvo
- Fakulteta elektrotehniko in računalništvo
- Fakulteta organizacije in informatike
- Fakulteta političnih znanosti
- Fakulteta prometnih znanosti
- Fakulteta za kemijsko inženirstvo in tehnologijo
- Farmacevtsko-biokemična fakulteta
- Filozofska fakulteta
- Geodetska fakulteta
- Geotehniška fakulteta
- Gozdarska fakulteta
- Gradbena fakulteta
- Grafična fakulteta
- Izobraževalno-rehabilitacijska fakulteta
- Katoliška teološka fakulteta
- Kineziološka fakulteta
- Medicinska fakulteta
- Metalurška fakulteta
- Naravoslovno-matematična fakulteta
- Pedagoška fakulteta
- Pravna fakulteta
- Prehrambeno-biotehnološka fakulteta
- Rudarsko-geološko-naftna fakulteta
- Stomatološka fakulteta
- Tekstilno–tehnološka fakulteta
- Veterinarska fakulteta

Akademije
- Akademija dramske umetnosti
- Akademija likovnih umetnosti
- Glasbena akademija

Univerzitetni center
- Hrvaške študije